# Таупо (озеро)
Та́упо (англ. Taupo, маори Taupomoana) — озеро в кальдере одноимённого вулкана на Северном острове Новой Зеландии. На северо-восточном берегу озера располагается город с одноименным названием. Крупнейший остров озера носит название Мотутаико. Из озера вытекает крупнейшая река страны Уаикато. Всего в озеро впадает около 30 рек. Наиболее глубокая точка находится к востоку от центральной части озера.
Таупо — самое большое озеро в Новой Зеландии и крупнейшее озеро с пресной водой в регионе южной части Тихого океана и Австралии.
Площадь его зеркала — 623 км². Наибольшая глубина — 163 м. Длина береговой линии — 153 км. Площадь водосбора — 3327 км². Длина наибольшего поперечника — 44 км.
Озеро образовалось в результате сильнейшего извержения вулкана Таупо примерно 27 000 лет тому назад.
Природная уникальность озера делает его одним из популярнейших мест отдыха новозеландцев и туристов из других стран. Ежегодно его посещают примерно 1,2 млн человек.
Озеро Таупо и история его возникновения подробно описаны в заключительной части приключенческого романа Жюля Верна «Дети капитана Гранта» (1868).

## Флора и фауна
Значительная часть водораздела озера Таупо покрыта зарослями бука и хвойным (подокарповым) лесом с папоротниковыми зарослями внизу, таких видов как Blechnum filiforme, Асплениумы flaccidum, Doodia media, Hymenophyllum demissum, Microsorum pustulatum и Microsorum scandens, и некоторыми видами кустарников.
Родным видом фауны озера являются раки видов Paranephrops, а также мелкая тюлька (рода галаксии). В озере водится ручьевая форель (Salmo trutta) и радужная форель (Oncorhynchus mykiss) соответственно, завезенная из Европы и штата Калифорния в конце девятнадцатого века. Туда была также занесена корюшка вида Retropinnidae в качестве корма для форели.
Колонии губок и связанные с ними беспозвоночные живут вокруг подводных геотермальных источников.